# Alticini
De Alticini zijn een geslachtengroep van kevers uit de familie bladkevers (Chrysomelidae). Oorspronkelijk had de groep de status van onderfamilie (Alticinae), maar nu wordt ze als tribus in de onderfamilie Galerucinae geplaatst.
Het zijn kleine tot zeer kleine kevers (meestal niet groter dan 5 mm), die grote sprongen kunnen maken als ze verstoord worden, dankzij een veermechanisme (de "metafemorale veer") in de sterk ontwikkelde dij van de achterste poten. De dekschilden hebben meestal een metaalglans en zijn bruin tot blauw-zwart.
Deze geslachtengroep telt ongeveer 500 geslachten en 4000 tot 8000 soorten. Ze komt over de hele wereld voor, maar vooral in de tropische gebieden van Zuid-Amerika, Afrika en Azië.
De kevers zijn planteneters en voeden zich met de bladeren en stengels en zelden met de bloemen van bepaalde planten. Ze kunnen schadelijk zijn (bijvoorbeeld kevers die zich voeden met groenten uit de kruisbloemenfamilie) of nuttig als ze zich voeden met onkruidgewassen.

## Geslachten
Van Alticini zijn meer dan 8.000 soorten beschreven onderverdeeld in meer dan 560 geslachten. Veel soorten komen voor in het Neotropisch gebied. Ze komen in bijna alle habitats voor. De onderstaande geslachten komen voor in het Palearctisch gebied. De indeling is naar  Konstantinov en Vandenberg
- Altica
- Anthobiodes
- Aphthona
- Aphthonaltica
- Aphthonoides
- Apteropeda
- Argopistes
- Argopus
- Arrhenocoela
- Batophila
- Blepharida
- Chaetocnema
- Clitea
- Crepidodera
- Derocrepis
- Dibolia
- Epitrix
- Hemipyxis
- Hermaeophaga
- Hespera
- Hippuriphila
- Horaia
- Hyphasis
- Lipromima
- Liprus
- Longitarsus
- Luperomorpha
- Lythraria
- Manobia
- Mantura
- Meishania
- Minota
- Mniophila
- Neocrepidodera
- Nonarthra
- Novofoudrasia
- Ochrosis
- Oedionychis
- Ogloblinia
- Omeisphaera
- Ophrida
- Orestia
- Parargopus
- Pentamesa
- Philopona
- Phygasia
- Phyllotreta
- Podagrica
- Podagricomela
- Podontia
- Pseudodera
- Psylliodes
- Sangariola
- Sinaltica
- Sphaeroderma
- Trachyaphthona
- Xuthea
- Zipangia